# Black Sabbath (canción)
«Black Sabbath» es una canción por la banda homónima de heavy metal británico, escrita en 1969 y lanzado en el álbum debut de la banda, Black Sabbath. En 1970, fue lanzado con cuatro pistas en un sencillo, añadió, con "The Wizard" en el lado A, y con "Evil Woman" y "Sleeping Village" en la lado B, fue lanzado por medio de los sellos Philips Records y Vertigo Records.

## Historia
Según la banda, la canción fue inspirada por una experiencia que Geezer Butler tuvo con Ozzy Osbourne. En los primeros días de la banda, Geezer Butler pintó su apartamento de negro mate, colocando varios crucifijos invertidos, y poniendo muchas imágenes de Satanás en las paredes. Osbourne dio a Butler, un libro sobre brujería. Él leyó el libro y lo puso en un estante antes de ir a dormir. Cuando se despertó, él dice que vio una figura grande de color negro de pie al final de su cama. La figura desapareció y Butler fue a buscar el libro, el cual también desapareció. Entonces le contó lo ocurrido a Osbourne, quien escribió la letra de la canción.
Una versión de esta canción del primer demo de Black Sabbath existe en el disco recopilatorio de Ozzy Osbourne The Ozzman Cometh. La canción tiene un verso extra con las voces adicionales de Osbourne, justo antes del puente en la parte rápida de la canción.

## Armonía
El principal riff se construye con una progresión armónica incluyendo una quinta disminuida. Este intervalo particular es a menudo conocido como Diabolus in Musica, porque tiene cualidades musicales que se utilizan a menudo para sugerir connotaciones satánicas en la música occidental. La canción "Black Sabbath", fue uno de los primeros ejemplos en el heavy metal para hacer uso de este intervalo, y desde entonces, el género ha hecho un uso extensivo de Diabolus in musica. También se inspira libremente en "Mars, the Bringer of War" de Gustav Holst Los Planetas.

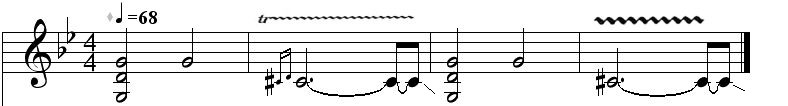
El riff principal de "Black Sababath" es uno de los más famosos ejemplos de progresiones armónicas con el tritono G-C#

## Versiones
"Black Sabbath" ha sido interpretada por las siguientes bandas:
- Flower Travellin' Band en 1970, en su álbum Anywhere.[10]
- Type O Negative en 1994, para el álbum tributo a Black Sabbath Nativity in Black.[11]
- Vader en 1994, en su álbum Sothis[12] and Future of the Past.[13]
- Iced Earth in 2002, en su álbum Tribute to the Gods.[14]
- Van Helsing's Curse en 2004, en su álbum Oculus Infernum.[15]

### Muestreo
- Ice-T ha tomado muestras de "Black Sabbath" dos veces: en 1989 con "Shut Up, Be Happy", del álbum The Iceberg/Freedom of Speech...Just Watch What You Say y en 1991 "Midnight", del álbum OG Original Gangster.[16]
- El artista Breakcore en Venetian Snares, tomo en gran medida las muestras de voz y la guitarra en su dubstep EP Sabbath Dubs.
- Megadeth utiliza la canción como una introducción al tocar en un show en vivo, ha sido utilizada desde finales de los 80.